# The Number of the Beast
Pour les articles homonymes, voir The Number of the Beast (homonymie).
Albums de Iron Maiden
Maiden Japan
(1981) Piece of Mind
(1983)
Singles
1. Run to the Hills
Sortie : 12 février 1982
2. The Number of the Beast
Sortie : 26 avril 1982

The Number of the Beast est le troisième album studio du groupe britannique de heavy metal Iron Maiden, et est sorti le 22 mars 1982. L'album est le premier du groupe avec le nouveau chanteur Bruce Dickinson qui remplaça le défaillant Paul Di'Anno, et le dernier avec le batteur Clive Burr, qui sera remplacé par le batteur Nicko McBrain.
The Number of the Beast reçut un très bon accueil, à la fois commercial et critique, et est devenu un des albums culte du groupe, en plus d'être le premier album du groupe à atteindre la première position au UK Albums Chart  et à être disque de platine aux États-Unis. Les chansons les plus connues de cet album sont The Prisoner, The Number of the Beast, Run to the Hills et Hallowed Be Thy Name ; Run to the Hills fut le premier single du groupe à être entré au top-10 des singles au Royaume-Uni. Cet album souleva également la polémique – et ce particulièrement aux États-Unis – à cause de la nature religieuse et présumée sataniste de ses paroles et du travail artistique.
The Number of the Beast et la tournée qui lui fut consacrée, à savoir The Beast on the Road, accentuèrent la notoriété du groupe, The Beast étant devenu un surnom du groupe, comme peut en témoigner le fait que plusieurs compilations le reprendront, notamment Best of the Beast ou encore Visions of the Beast.

## Historique

### Enregistrement
The Number of the Beast fut enregistré début 1982 à Londres dans les Studios Battery et produit par Martin Birch. Adrian Smith et Clive Burr participeront pour la première fois à l'écriture des titres. Bruce Dickinson devra se contenter de donner son avis, il n'était pas encore tout à fait libéré de son engagement avec Samson.
L'enregistrement se déroula sur cinq semaines et fut émaillé d'incidents plus ou moins étranges, comme les consoles qui tombent en panne ou les lumières qui s'allument et s'éteignent toutes seules. Le plus cocasse fut certainement l'accident qu'eut Martin Birch un dimanche soir. Après avoir travaillé sur la chanson The Number of the Beast l'après-midi il percuta un minibus alors qu'il rentrait chez lui en voiture, il constata que le véhicule était rempli d'une demi-douzaine de nonnes. Lorsque Martin Birch récupéra sa Range Rover au garage après les réparations, on lui présenta une facture de 666 livres sterling!

### Thèmes des chansons

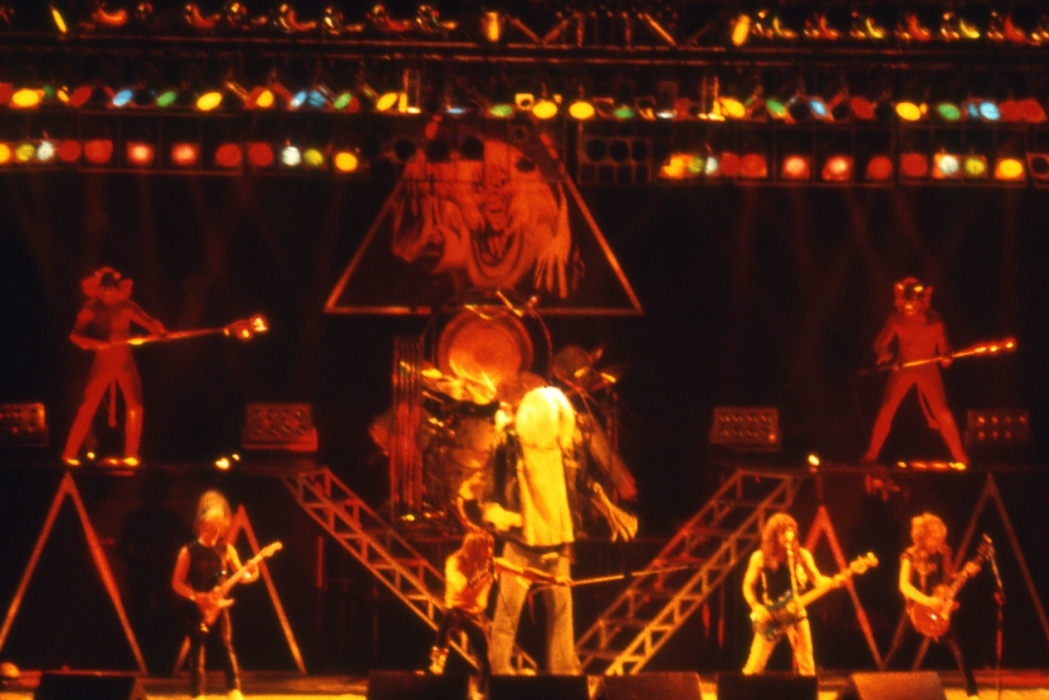
Iron Maiden à Saint-Sébastien le 4 avril 1982 lors du The Beast on the Road Tour

1. Invaders (évoque l'invasion de la Grande-Bretagne par les Normands vue du côté des vaincus, les Saxons)
2. Children of the Damned (fait référence aux évènements du film Le Village des damnés et de sa suite Les Enfants des damnés)
3. The Prisoner (évoque la série le Prisonnier)
4. 22 Acacia Avenue (la suite des aventures de Charlotte the Harlot, présente sur Iron Maiden)
5. The Number of the Beast (inspirée d'un rêve d'Harris, la chanson raconte l'histoire d'un homme qui rêve et se retrouve au milieu de rituels sataniques et qui essaie de fuir l'influence maléfique qui semble le poursuivre ensuite)
6. Run to the Hills (évoque le pillage et la traque des Indiens d'Amérique par les envahisseurs européens)
7. Gangland (évoque l'angoisse d'un homme qui se sait poursuivi par le tueur d'un gang)
8. Hallowed Be Thy Name (évoque les dernières pensées d'un condamné à la pendaison où se mêlent introspection, sentiment d'injustice, de révolte, puis de résignation et d'apaisement face à l'inéluctable)

### La pochette et le titre
La pochette de l'album a été réalisée par Derek Riggs. On y trouve un bûcher d'ombres aux formes humaines au-dessus duquel on peut voir le diable jouant avec une marionnette d'Eddie, lui-même contrôlé par le véritable Eddie, le tout constituant une mise en abyme, et comme d'habitude de nombreux petits détails sont dissimulés dans le dessin. À l'origine, le fond du dessin ne devait pas être bleu mais gris, malheureusement une erreur d'impression se produisit mais elle sera rectifiée sur les rééditions de l'album.
Le titre fait référence au nombre de la Bête 666 qui symboliserait la bête de l’Apocalypse selon saint Jean (livre des Révélations, chapitre 13, verset 18). The Number of the Beast est aussi le titre d'un roman de science-fiction écrit par Robert A. Heinlein.
Aux États-Unis, les membres du groupe seront qualifiés de satanistes par une certaine frange de la population, ce qui amènera des boycotts, des destructions de disques et des manifestations pendant la tournée américaine du groupe.

## Accueil

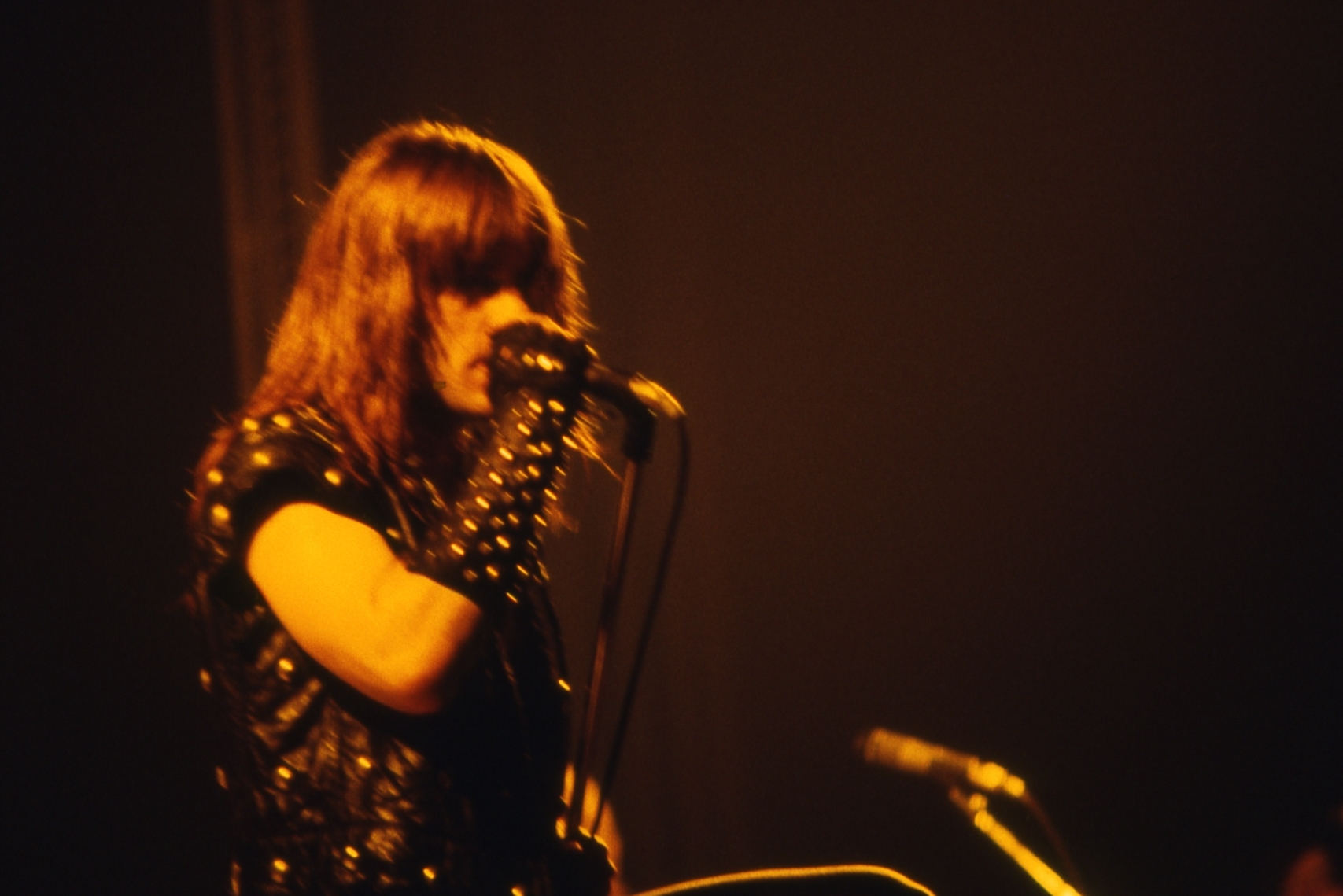
Bruce Dickinson à Saint-Sébastien le 4 avril 1982.

Cet album entra directement à la première place des charts britanniques dans lesquels il fera même une réapparition en 1987 et 2006. Les deux singles qui en sont extraits se classeront dans le top ten, Run to the Hills atteindra la 7e place et The Number of the Beast la 18e et ces deux titres feront aussi l'objet d'un clip vidéo.
Régulièrement classé parmi les meilleurs albums de heavy metal de tous les temps, cet album est considéré par beaucoup de fans comme le meilleur album du groupe grâce à des morceaux encore très connus aujourd'hui comme : The Number of the Beast, Run to the Hills et Hallowed Be Thy Name.
Un DVD  de la série Classics Albums, The Number of the Beast, sorti en 2001 retrace l'enregistrement de cet album.
Fin 2010, on estime qu'il s'est vendu à plus de 7 millions d'exemplaires à travers le monde.
Il est élu meilleur album anglais des soixante dernières années par un vote public conduit par le label HMV en mai 2012. Il devance notamment quatre albums des Beatles ou l'album Dark Side of the Moon de Pink Floyd, classés dans les dix premiers.
Il est cité dans l'ouvrage de référence de Robert Dimery Les 1001 albums qu'il faut avoir écoutés dans sa vie.

## Tournées
La sortie de cet album sera suivie par la tournée The Beast on the Road qui débutera en Angleterre en février 1982, passera par la France (19 dates), les États-Unis, l'Australie et se terminera au Japon le 10 décembre 1982. Iron Maiden partagera l'affiche avec The Rods, Blackfoot, Bullet, Trust, Rainbow, 38 Special, Scorpions, Girlschool, Judas Priest, Heaven et Boys.

## Liste des Titres

### Face 1
| No | Titre                  | Crédit(s)            | Durée |
| -- | ---------------------- | -------------------- | ----- |
| 1. | Invaders               | Steve Harris         | 3:22  |
| 2. | Children of the Damned | Harris               | 4:33  |
| 3. | The Prisoner           | Harris, Adrian Smith | 6:00  |
| 4. | 22 Acacia Avenue       | Harris, Smith        | 6:34  |

### Face 2
| No | Titre                   | Crédit(s)         | Durée |
| -- | ----------------------- | ----------------- | ----- |
| 5. | The Number of the Beast | Harris            | 4:49  |
| 6. | Run to the Hills        | Harris            | 3:50  |
| 7. | Gangland                | Smith, Clive Burr | 3:47  |
| 8. | Hallowed Be Thy Name    | Harris            | 7:10  |

## Personnel
| Musiciens - Bruce Dickinson : chant - Dave Murray : guitare - Adrian Smith : guitare - Steve Harris : basse - Clive Burr : batterie | Réalisation - Martin Birch - producteur, ingénieur du son - Nigel Hewitt-Green - assistant ingénieur du son - Rod Smallwood - gérant - Derek Riggs - illustration - Ross Halfin - photographies - Simon Fowler - photographies |

## Charts et certifications

### Album
Charts
| Pays                                  | Durée du classement | Meilleur classement | Date             |
| ------------------------------------- | ------------------- | ------------------- | ---------------- |
| Allemagne (GfK Entertainment)         | 27 semaines         | 11e                 | 10 mai 1982      |
| Autriche (Ö3 Austria Top 40)          | 16 semaines         | 3e                  | 15 mai 1982      |
| Belgique (V) (Ultratop)               | 12 semaines         | 122e                | 22 août 2020     |
| Belgique (W) (Ultratop)               | 2 semaines          | 51e                 | 26 novembre 2022 |
| Canada (RPM)                          | 36 semaines         | 11e                 | 22 mai 1982      |
| Écosse (Scottish Album Chart)         | 6 semaines          | 13e                 | 25 mars 2022     |
| Espagne (Promusicae)                  | 7 semaines          | 10e                 | 2 février 2020   |
| États-Unis (Billboard 200)            | 63 semaines         | 33e                 | 12 juin 1982     |
| France (SNEP)                         | 58 semaines         | 4e                  | 2 avril 1982     |
| Italie (FIMI),                        | 16 semaines         | 10e                 | 3 mai 1982       |
| Norvège (VG-lista)                    | 9 semaines          | 13e                 | 19 avril 1982    |
| Nouvelle-Zélande (RMNZ Albums Top40)  | 7 semaines          | 18e                 | 9 mai 1982       |
| Pays-Bas (MegaCharts)                 | 15 semaines         | 6e                  | 24 avril 1982    |
| Portugal (AFP)                        | 2 semaines          | 43e                 | 1er août 2022    |
| Royaume-Uni (UK Albums Chart)         | 35 semaines         | 1er                 | 4 avril 1982     |
| Royaume-Uni (UK Rock and Metal Chart) | 108 semaines        | 1er                 | 23 novembre 2018 |
| Suède (Sverigetopplistan)             | 14 semaines         | 7e                  | 20 avril 1982    |
| Suisse (Schweizer Hitparade)          | 3 semaines          | 23e                 | 27 novembre 2022 |

Certifications
| Pays                    | Certification | Ventes      | Date              |
| ----------------------- | ------------- | ----------- | ----------------- |
| Allemagne (BVMI)        | Or            | 250 000 +   | 1992              |
| Australie (ARIA)        | Platine       | 70 000 +    | novembre 1982     |
| Autriche (IFPI Austria) | Or            | 25 000 +    | 21 septembre 1990 |
| Canada (MC)             | 3 × Platine   | 300 000 +   | 12 octobre 2006   |
| États-Unis (RIAA)       | Platine       | 1 000 000 + | 2 octobre 1986    |
| France (SNEP)           | Or            | 100 000+    | 1983              |
| Italie (FIMI)           | Or            | 25 000 +    | 2019              |
| Pays-Bas                | Or            | 40 000 +    | 1996              |
| Royaume-Uni (BPI)       | Platine       | 300 000 +   | 1er novembre 1992 |
| Suisse (IFPI Suisse)    | Or            | 25 000 +    | 1990              |

## Charts singles
| Année | Single                  | Chart                   | Durée du classement | Position |
| ----- | ----------------------- | ----------------------- | ------------------- | -------- |
| 1982  | Run to the Hills        | UK Singles Chart        | 10 semaines         | 7e       |
| 1982  | Run to the Hills        | Single Top 100          | 10 semaines         | 55e      |
| 1982  | Run to the Hills        | Top 100                 | 7 semaines          | 64e      |
| 1982  | Run to the Hills        | (IRMA)                  | 3 semaines          | 16e      |
| 2002  | Run to the Hills        | UK Singles Chart        | 4 semaines          | 9e       |
| 2002  | Run to the Hills        | Promusicae              | 6 semaines          | 10e      |
| 1982  | The Number of the Beast | (IRMA)                  | 2 semaines          | 19e      |
| 1982  | The Number of the Beast | UK Singles Chart        | 8 semaines          | 18e      |
| 2005  | The Number of the Beast | UK Singles Chart        | 8 semaines          | 3e       |
| 2005  | The Number of the Beast | Single Top 100          | 4 semaines          | 76e      |
| 2005  | The Number of the Beast | Suomen virallinen lista | 3 semaines          | 2e       |
| 2005  | The Number of the Beast | Top 100                 | 6 semaines          | 78e      |
| 2005  | The Number of the Beast | FIMI                    | 7 semaines          | 5e       |
| 2005  | The Number of the Beast | Sverigetopplistan       | 3 semaines          | 40e      |
| 2005  | The Number of the Beast | Schweizer Hitparade     | 4 semaines          | 42e      |

## Rééditions
Lors de la réédition des albums du groupe en 1998, le groupe y ajoute le morceau Total Eclipse (face B de Run to the Hills) qui n'avait pas pu être ajouté à l'album original, faute de temps, hormis l'édition japonaise. Il y a également une section multimédia reprenant deux clips :
1. Run to the Hills
2. The Number of the Beast

Pour le centenaire d'EMI en 1997, le disque avait été réédité dans une version vinyle spéciale.

## Reprises
- Dream Theater a repris l'intégralité de l'album The Number of the Beast lors de son concert du 24 octobre 2002 donné à La Mutualité à Paris. le bootleg officiel de cette performance est disponible sur le label Ytsejam Records[44].
- Djali Zwan a également repris la chanson The Number of the Beast dans une version acoustique très personnelle. Cette version fera partie de la bande son du film Spun.